# Імперія Нільфгаард
| Інформація      | Інформація                           |
| --------------- | ------------------------------------ |
| Форма правління | Монархія                             |
| Статус          | Імперія                              |
| Правитель       | Імператор                            |
| Валюта          | Флорени                              |
| Столиця         | Місто Золотих Башт                   |
| Офіційна мова   | Нільфгаардський діалект Старшої Мови |
| Збройні сили    | Армія Нільфгаарда                    |
| Катойконім      | Нільфгаардець, нільфгаардка          |

Імперія Нільфгаард (ориг. Nilfgaard) — одна з найбільших і наймогутніших держав в історії світу із серії фантастичних романів про Відьмака Неверленду, розташована в південній частині континенту. Відома процвітаючою економікою та потужною, добре підготовленою армією, якою керують талановиті командири. Жителів імперії за її межами називають нільфгаардцями (або нільфами) або чорними, проте всередині імперії нільфгаардцями зазвичай називають лише мешканців історичного ядра держави.
Імперія довгі роки розширювалася методом військової експансії. Підкорені землі перетворювалися на провінції, керовані з центру, або на васальні держави, влада в яких номінально зберігалася за колишніми правителями. Останнє відбувалося у випадку, якщо місцевий король без опору здавався Нільфгаарду (наприклад, так сталося у Метінні та Туссенті). На час правління імператора Емгира вар Емрейса межі імперії впритул наблизилися до Яруги.

## Економіка
Нільфгаард є розвиненою країною, що має значне число мануфактур, але при цьому зберігає рабську працю і підтримує рабство. Потужність нільфгаардської економіки настільки велика, що імперські флорени ще до початку Другої Північної Війни почали витісняти місцеву валюту у Вердені, а товари імперських мануфактур — витісняли товари місцевих виробників на ринках Темерії та Реданії. З країн Континенту за потужністю економіки з Нільфгаардом може конкурувати лише Ковір та Повіс.

## Адміністративний поділ
В адміністративному відношенні імперія складається з провінцій та васальних держав. Провінції керуються губернаторами, що призначаються зі столиці, коли як у васальних державах зберігають владу лояльні імператору династії (або ж призначаються, як у випадку з Мехтом).
У 1270 року у імперії налічувалося близько дюжини провінцій. Ці основні одиниці адміністративно-територіального поділу, у свою чергу, можуть ділитися на абсолютно різноманітні підодиниці: герцогства, графства, марки, намісництва, префектури. Точно визначити взаємовідносини між цими адміністративними одиницями неможливо.

## Історія
Самі нільфгаардці вважають, що історія імперії сягає II століття, коли перші людські поселенці змішалися з чорними сеїдхе — місцевою ельфійською народністю. В результаті з'явився народ, який перебував під сильним впливом ельфійської мови, традицій, звичаїв та культури. Саме йому судилося в якийсь момент своєї історії створити королівство Нільфгаард. Точна дата цієї події залишається невідомою. З тих далеких часів імперія зберегла інститут Сенату, проте чи відігравав він більш істотну роль у політиці імперії, ніж церемоніальну — невідомо.
Першим відомим імператором є Торрес, який правив у першій половині XII ст. Саме його вважають фундатором нільфгаардської могутності. Він реформував імперську армію, а також зробив культ Великого Сонця державною релігією. Хоча він неодноразово успішно відбивав вторгнення Геммери, спроба завоювати Віковаро закінчилася невдачею. Спадкоємець Торреса, Фергус вар Емрейс, продовжив політику попередника. В епоху його правління Нільфгаард завоював Етолію та Геммеру, тоді як аристократи та дворяни Віковаро погодилися мирно увійти до складу імперії. Правління Фергуса також відзначено рядом реформ — так, імператор спеціальним декретом встановив рівноправність статей в армії. Втім, ці успіхи не врятували імператора від змови наближених. Близько 1233 року група аристократів на чолі з невідомим військовим (його ім'я невідомо, в історію він увійшов як Узурпатор) захопила владу. Скинутий Фергус загинув від жорстоких тортур. Однак його синові, перетвореному за допомогою закляття в їжака, вдалося втекти за допомогою аристократів, що залишилися лояльними.
Період правління Узурпатора ознаменувався активною військовою експансією на Півночі — близько 1239 він вторгся в Еббінг, започаткувавши Північні війни. Слідом за Еббінгом у 1240-х — 1250-х роках були підкорені Метінна, Назаїр та Мехт. Зміцнюючи свій авторитет, Узурпатор проголосив себе позашлюбним сином Торреса. Прагнення навести лад в імперії призвело до введення неймовірно суворих законів — найменша непокора каралася батогами, а за більш серйозні провини неминуче слідували каліцтва або болісна смерть. Однак такими заходами імператор лише настроїв усіх проти себе. В результаті, коли в 1257 син Фергуса, Емгир вар Емрейс, таємно повернувся на батьківщину з вигнання, йому не склало труднощів зібрати прихильників і повалити вбивцю батька. Династія Емрейсів була відновлена на престолі. Новий імператор наказав знищити в усіх архівах та бібліотеках ім'я попередника, замінюючи його на прізвисько «Узурпатор». Багато хто з тих, хто підтримав повернення Емгира вар Емрейса на престол, сподівалися, що він буде слабким правителем. Впливові аристократи розраховували, що легко зможуть маніпулювати новим імператором. Але вони ще не знали, як сильно вони помилялися.
Емгир продовжив агресивну зовнішню політику попередника. Підштовхуваний аристократією, восени 1262 він розв'язав Першу Північну війну, вторгнувшись в королівство Цинтра. Перед початком вторгнення Емгир також наказав службовцеві імперської розвідки Кагиру особисто захопити Циріллу, онуку Каланте та дочку Емгира (від «секретного» шлюбу з Паветтою, укладеного під час вимушеного вигнання). Імперська армія впоралася зі своїм завданням — цитрійська армія була вщент розбита в битві в долині Марнадаль, невдовзі після чого столиця королівства впала. Взяття Цинтри супроводжувалося жахливою різнею, вісті про яку рознеслися по всіх Північних королівствах і згуртували жителів півночі в боротьбі проти агресорів. Невдовзі після отримання звісток про цю подію королі Реданії, Темерії, Каедвена та Аедірна сформували Союз Чотирьох Королівств. Кагир, у свою чергу, не впорався зі своїм завданням. Йому вдалося вивести спадкоємницю цинтрійського престолу з палаючого міста, проте пізніше він заснув, чим і скористалася Цирілла.
Після взяття Цинтри Нільфгаард атакував Содден, що розташовувався по обидва боки Яруги. Розбивши армію короля Еккехарда, нільфгаардці перейшли річку, після чого зіткнулися із силами союзу. Боротьбу жителів півночі проти загарбників також підтримав Капітул Чарівників на чолі з Вільгефорцем. Результат війни було вирішено у битві при Содденському пагорбі. Подробиці битви залишаються невідомими, як і загальна чисельність військ протиборчих сторін. У жорстокій битві сили Північних королівств змогли здобути перемогу, після чого за посередництва Вільгефорца між сторонами було укладено перемир'я. Незважаючи на поразку у вирішальній битві, Нільфгаард зберіг контроль над Цинтрою та Верхнім Содденом. Тепер кордон між імперією та Північними королівствами став пролягати Яругою.

## Суспільство
Імперія, що здається монолітною ззовні, населена безліччю абсолютно різних народів. Хоча іноземці звикли називати всіх жителів імперії нільфгаардцями, всередині імперії так називають лише жителів ядра імперії. Імперський уряд поступово проводить асиміляцію різних народностей. Одним із методів є підтримка внутрішньої міграції — уряд активно підтримує жителів долини Нижньої Альби, які прагнуть переселитися в підкорені провінції та створити там свої поселення.
Варто також зазначити, що нільфгаардське суспільство набагато толерантніше порівняно з нордлінгами. У імперське законодавство впроваджено як принципи рівності рас, так і рівності статей. Всі ці принципи активно застосовуються та впроваджуються на підкорених землях.
Чарівники в Нільфгаарді знаходяться під постійним контролем держави. Фактично вони лише державні службовці, які зобов'язані використовувати свої магічні таланти на благо імперії і сліпо виконувати накази імператора. Для нагляду за магами ще за Узурпатора було створено мисливців на чарівників, які забезпечували розшук непокірних магів та їх реєстрацію. Всі діти, які мають магічні здібності, в обов'язковому порядку вирушають на навчання до імперської магічної академії. Підтримка суворого порядку в академії, також відомій як Гвейсон Хол, забезпечують мисливці на чарівників. Юних чародіїв, які перебувають під невпинним контролем з боку мисливців, не лише на високому рівні навчають магічним мистецтвам. Їм також прищеплюють принципи суворої дисципліни та безумовної лояльності імперії.
Імперська еліта виникла внаслідок змішування людської та ельфійської крові. Так, аристократи носять ельфійські імена та титули, які активно використовують Старшу Промову. Мати спорідненість із ельфами вважається предметом гордості серед жителів імперії. Однак імперці використовували ельфів у війні проти нордлінгів зовсім не через спільну кров, а виключно з політичної необхідності.

## Армія та розвідка
Імперія Нільфгаард має одну з найсильніших і найпідготовленіших армій Континенту. На відміну від армій Північних королівств, Нільфгаардська армія вже в середині XIII століття мала жорстко регламентовану структуру. В основному підрозділи формувалися за територіальним принципом і зазвичай отримували назви на честь місць формування. Також у структурі імперської армії існували особливі підрозділи — наприклад, Вріхедд (укомплектована скоя'таелями) або Імпера (особиста гвардія Імператора). Для підготовки командного складу (що здебільшого складається з дворян та аристократів) у столиці Нільфгаарда було створено спеціальну військову академію. Відмінною рисою армії Нільфгаарда були залучення до військової служби магів і використання рабів (з числа військовополонених, але не тільки). Маги зазвичай приписувалися до досить великих підрозділів надання як військової, так і медичної чи логістичної допомоги. Раби, своєю чергою, могли використовуватися як для фортифікаційних робіт, так і у бойових діях.
Очевидно, імперія також мала досить потужний флот. Його завдання не обмежувалися логістикою, але також включали захист вкрай протяжної берегової лінії від піратів. Задовго до початку Першої Північної війни відбулися перші зіткнення флоту Імперії з островитянами, які набігали в саме серце Імперії — до гирла ріки Альба.
Нільфгаард також мав розгалужену систему розвідки, здатну збирати інформацію і проводити диверсійну роботу далеко за межами кордонів Імперії. У період Північних війн єдиним її конкурентом була реданська військова розвідка.

## Символіка

### Герб
Геральт взявся за рукоятку, вкриту шкірою ящірки, до половини витягнув меч із піхов. На дюйм вище гарди було тавро у формі сонця з шістнадцятьма променями, по черзі прямими і хвилястими, що символізують у геральдиці сонячне світло та сонячне тепло.

- Сезон Гроз, розділ 16
Основним символом Нільфгаарда (а також його панівної релігії — культу Великого Сонця) є Сонце.

### Прапор
Прапори були створені учасником польської та англійської вікі-енциклопедій SMiki55.

## Згадки в іграх

### Гра «Відьмак»
Імперія нерідко згадується у розмовах персонажів гри.

#### Запис у Глосарії
Імперія Нільфгаард — могутнє стародавнє царство на далекому півдні. Столицею його є місто Нільфгаард на річці Альбі. Територія імперії зростала завдяки численним завоюванням та поглинанню сусідніх королівств. Однак тільки корінні жителі столиці та її найближчих околиць, що лежать у Нижній Альбі, мають право називатися нільфгаардцями. У венах цього народу тече ельфійська кров, а їхня рідна мова є різновидом Старшої Речі. Імперія веде агресивну загарбницьку політику. П'ять років тому закінчилася війна з Північними королівствами, але Нільфгаард досі не відмовився від своїх претензій на північні землі.

### Гра «Відьмак 2: Вбивці Королів»
За сюжетом гри, Геральт неодноразово зіткнеться з послом імперії — Шілярдом фіц-Естерленом.

#### Запис у Глосарії
Імперія Нільфгаард є найбільшою з усіх відомих держав цього світу і простягає свою владу більш ніж над дюжиною провінцій. Вона підкорила всі королівства на південь від гір Амелл і поєднала їх під одним правлінням. Від річки Яруги на півночі до Віковаро на півдні та гірського масиву Тір Тохаїр на сході майорять імперські прапори із золотим сонцем на чорному тлі. Могутні армії готові за першим словом імператора нести смерть і вмирати за нього. Лише завдяки об'єднаним зусиллям королівств Півночі та крові, пролитій у битві під Брінною, похід Чорних було зупинено. Однак у погожий день на тому березі Яруги все ще видно їх плащі та блискучі на сонці наконечники сулиць.

### Гра «Відьмак 3: Дикій гін»
Імперія Нільфгаард знову перетинає Яругу і нападає на королівства Півночі, намагаючись їх знову захопити.

### Гра «Гвінт: Відьмак Карткова Гра»
Нільфгаард — держава крайнощів. Найбільше, багатонаселене, наймогутніше, найбагатше… і, звичайно, найжорстокіше. Нільфгаардці ні перед чим не відступлять, якщо треба перемогти ворога. Вбити мирних мешканців? Прикра необхідність. Отруїти колодязі? Логічне рішення. Змусити невільників до самогубного штурму? По їхніх тілах легше підійматиметься на стіни.
Слово «мир» у нільфгаардській мові не використовується. Всі хроніки, від першої до останньої, складаються лише з описів того, що Нільфгаард завойовує, анексує і захоплює… Так буде продовжуватися, поки Золоте Сонце не засяє над усім континентом.
У чому причина? Імперія провела багато століть у війни, і тепер її економіка залежить від постійного припливу добутку та бранців, які стають рабами. Іншими словами, якщо нільфгаардський колос колись зупиниться, він звалиться. Щоб вижити, імперія має вбивати.
Нільфгаардці розуміють лояльність інакше, ніж інші народи континенту. Вони готові віддати життя за свого імператора, але варто йому проявити слабкість — і він миттєво втратить трон. Імперія не може дозволити собі некомпетентного правителя: при її величині та впливі найменша помилка може мати непередбачувані та далекосяжні наслідки.
Багато хто думає, що Нільфгаард своїми успіхами зобов'язаний чудово оснащеним легіоном важкої піхоти. Насправді все трохи складніше: як-не-як, більшість територій Нільфгаард приєднує без оголошення війни. Найчастіше буває достатньо, щоб імперський найманий убивця усунув незручного володаря, а дипломати майстерно розіграли сварку між спадкоємцями.

Нільфгаардці, на відміну від сварливих нордлінгів, мають велику повагу до закону. Вирок суду, хоча б і несправедливий, виконується негайно і з точністю до літери. До імператорських едиктів ставляться як до істини в останній інстанції. Завдяки цьому в Нільфгаарді балом править порядок, на відміну від північних держав… а його солдати не ставлять під сумнів навіть найжорсткіші накази.

## Реальні прототипи
- Більшість Ніфльгаардських імен та назв походить з кельтських мов (ірландської та валлійської). У російському перекладі була використана транскрипція з грубими помилками через «г» і «и», що викликає асоціації швидше з турецькою або арабською мовою. Так, персонаж Cahir, відомий у Росії як Кагир, названий за реальним замком Кейр в Ірландії, а його друге ім'я Dyffryn (Даффрін) по-валлійськи означає «долина». Його батько Ceallach (Келлах) — тезка кількох ірландських королів, а його дід Gruffyd носив ім'я валлійських королів — Гріфід. Emhyr (Емір, а не Емгир) — валлійське ім'я зі значенням «правитель».
- Культура, збройні сили, одяг, а також звичаї та політика Нільфгаарда безпосередньо відсилають до Римської Імперії. З нею ж Нільфгаард поріднює ідея завоювання «варварських» держав та їх приєднання до імперії. Нільфгаардська приказка «Коли ти в Нільфгаарді, роби як нільфгаардець» — точна копія знаменитої фрази «Коли ти в Римі, чини як римляни».